# شهرستان دنگچن
شهرستان دنگچن (به لاتین: Dêngqên County) یک منطقهٔ مسکونی در چین است که در چامدو واقع شده‌است.